# 鯖街道

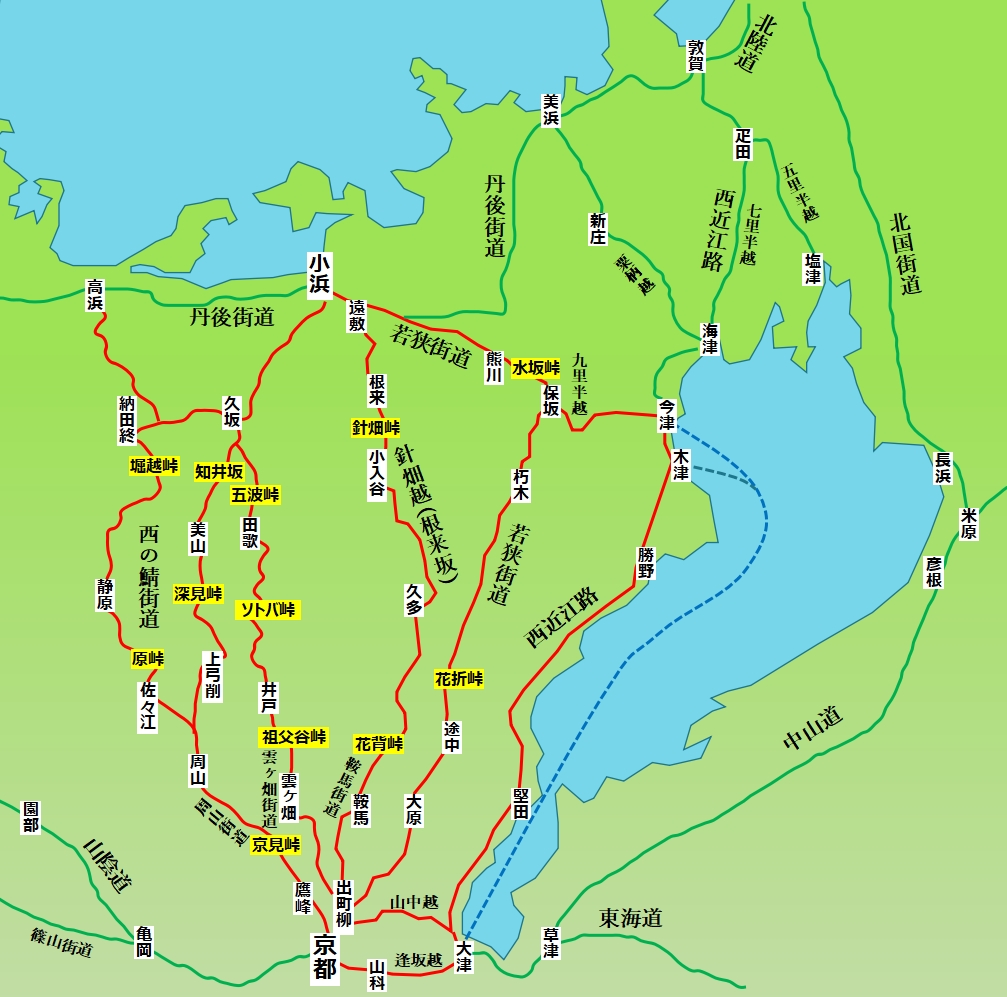
主な鯖街道（赤ライン）

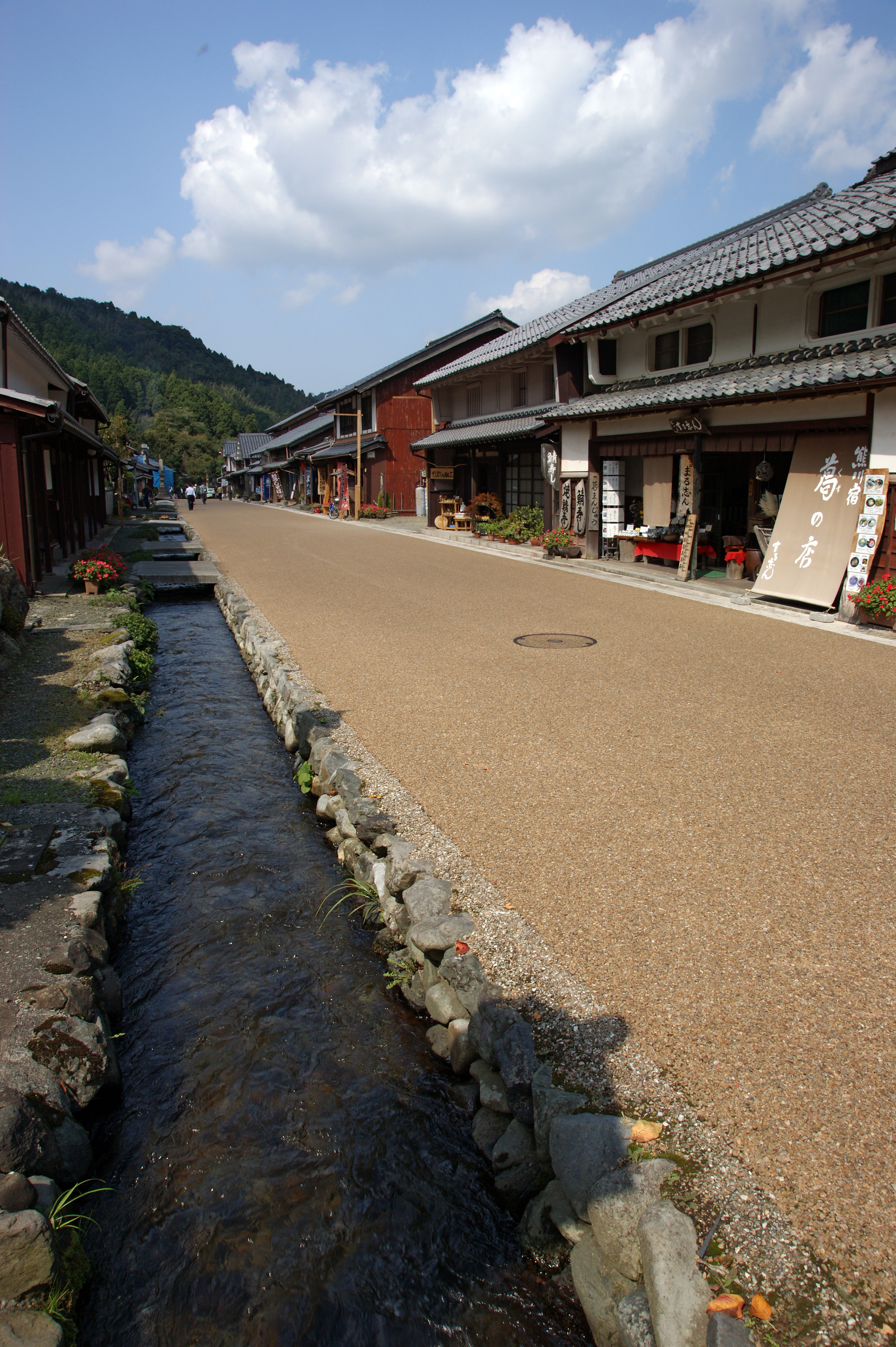
若狭街道熊川宿

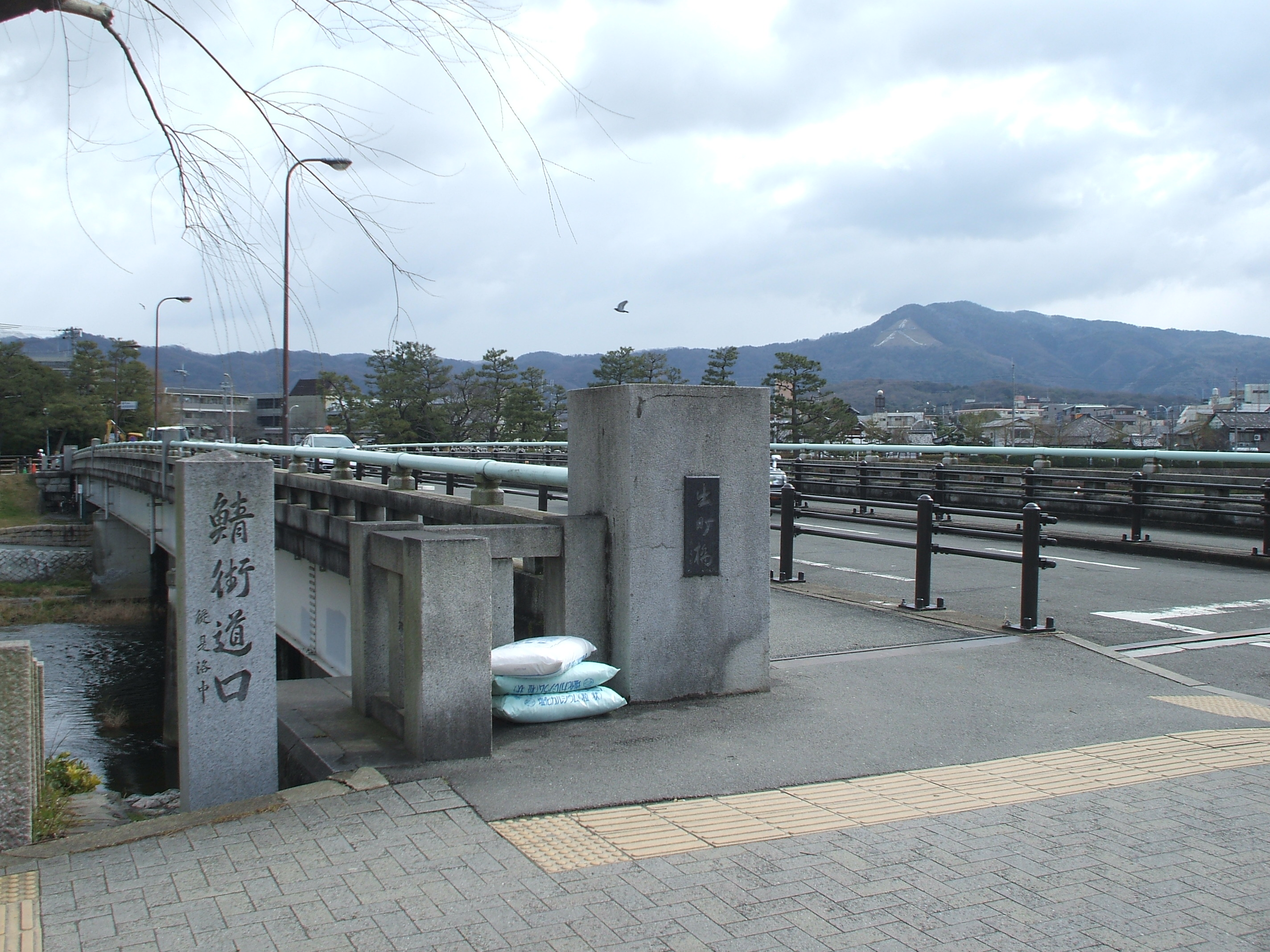
鴨川に架かる出町橋西側のたもとには「鯖街道口 従是洛中」と書かれた石碑がある。

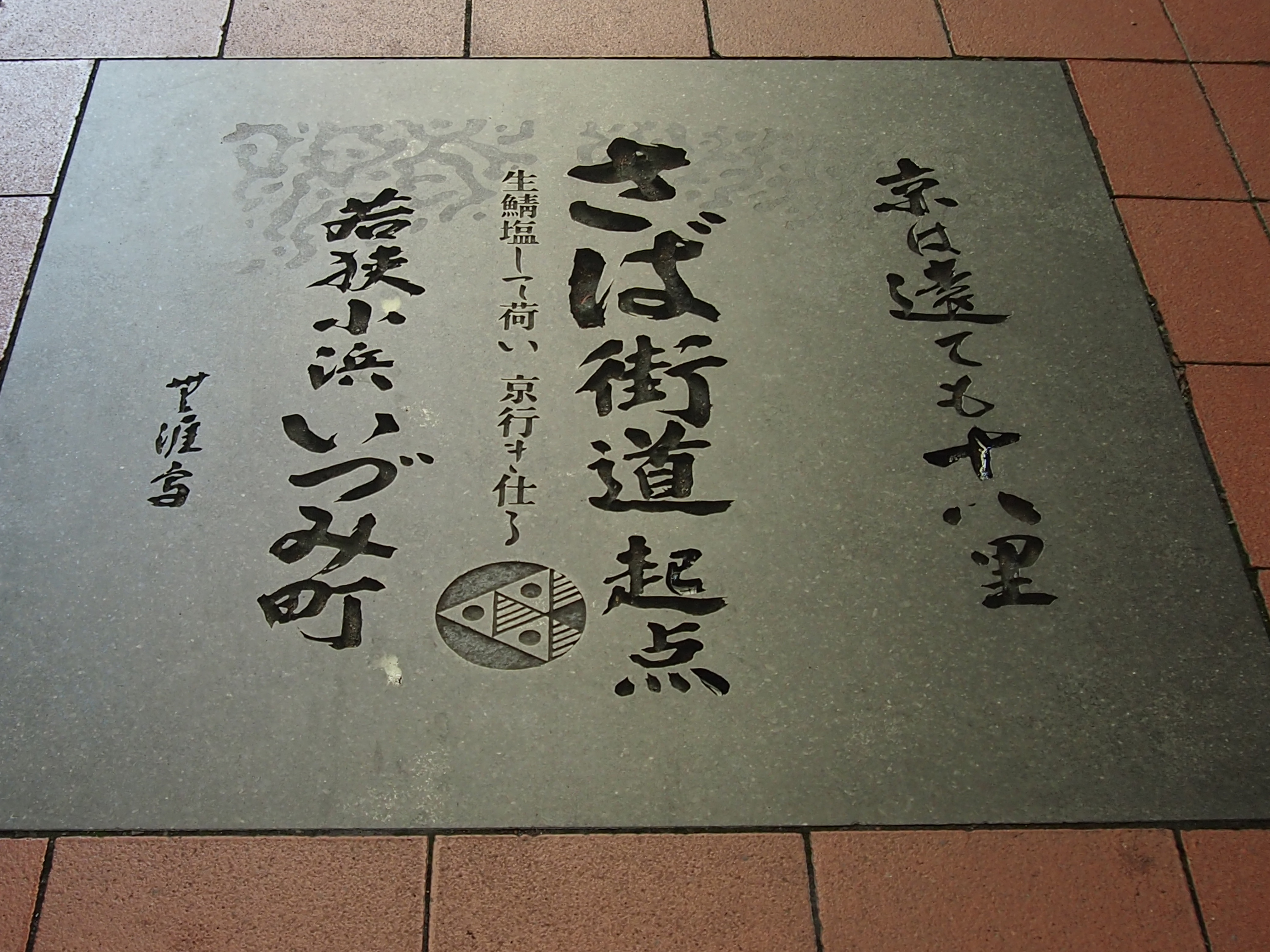
福井県小浜市の鯖街道起点プレート

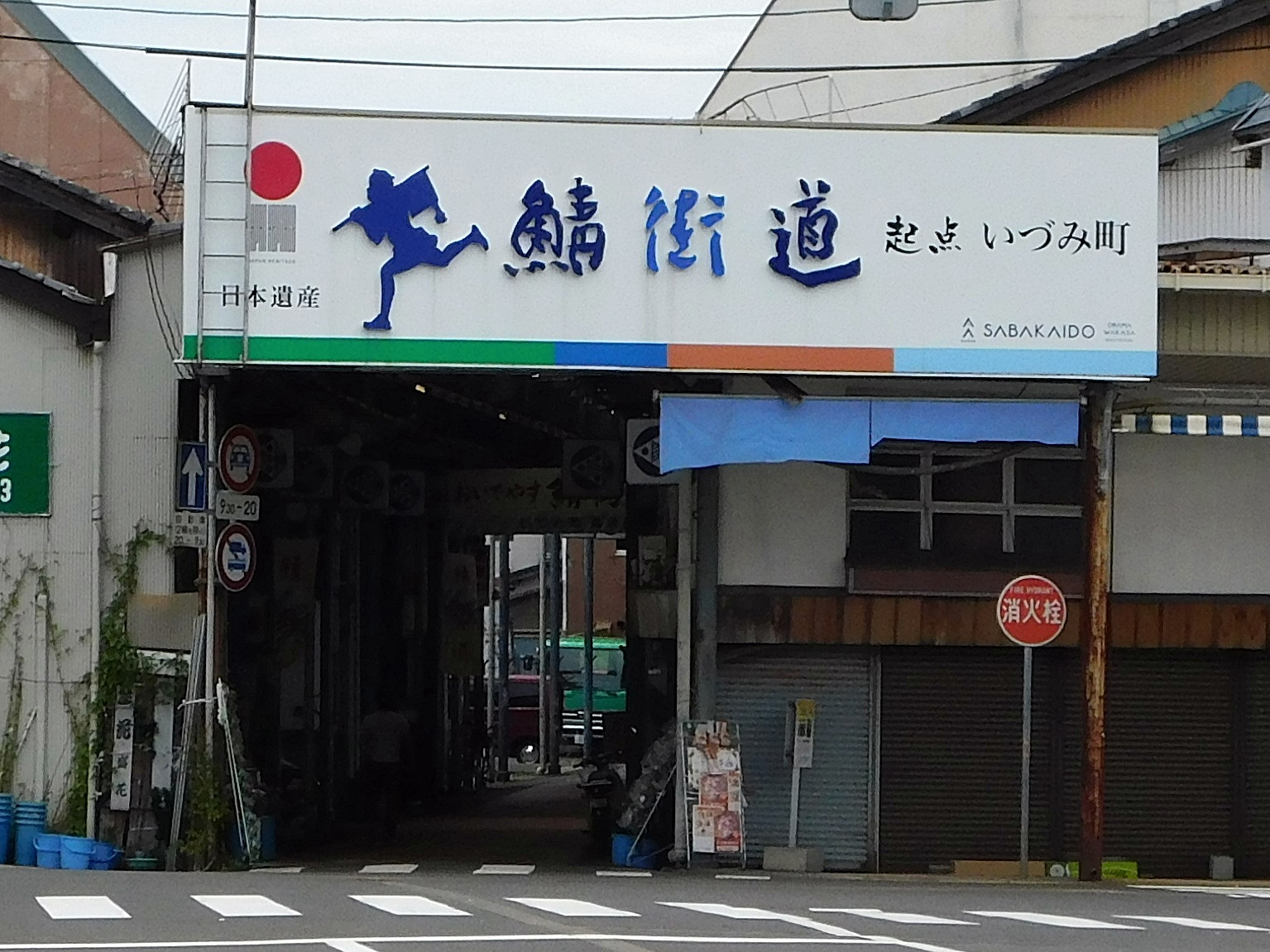
福井県小浜市のいづみ町アーケード入口

鯖街道（さばかいどう）は、若狭国などの小浜藩領内（おおむね現在の福井県嶺南地方に該当）と京都を結ぶ街道の総称である。
主に魚介類を京都へ運搬するための物流ルートであったが、最も割合が高かったのが鯖であったことから、鯖街道と呼ばれるようになった。

## 概要

### 概説
狭義では、現在の福井県小浜市から三方上中郡若狭町三宅を経由して、京都府京都市左京区の出町商店街に至る若狭街道（わかさかいどう）を指し、おおむね国道27号や国道367号に相当する。ただし、往時の若狭街道は現在の国道367号ではなく大見尾根を経由する山道であったほか、それぞれの国道ではバイパス道路が建設されているため旧道（指定解除）となっている区間もあるため必ずしも一致しない。広義では現在の嶺南から京都を結んだ街道すべてを鯖街道とよぶ。
鉄道や自動車道が開通する以前、若狭から京へ通じる道はいずれも山地を越える狭小な山道で駄馬も荷車も通れず、若狭湾で取れたサバは行商人に担がれ、徒歩で京都に運ばれた。大正時代に道路整備がおこなわれ自動車輸送となったが、それまでは天秤棒で重荷をかつぎ、マムシの出没する暗夜の山道を駆ける過酷な旅程であった。冷凍技術のなかった当時は、日本海で捕れた生サバを塩でしめる方法が取られ、京都まで輸送するのに丸1日を要した。京都に着くころにはちょうど良い塩加減になり、京都の庶民を中心に重宝されたといわれている。現代においても、小浜や国道367号沿線などには鯖寿司の製造を生業とした店が多数存在する。
2015年（平成27年）4月24日、文化庁は日本遺産の最初の18件の一つとして「海と都をつなぐ若狭の往来文化遺産群 〜御食国若狭と鯖街道〜」を選定し、同年日本遺産として認定した。

### 地域活性化における利用
鯖街道を地域活性化に利用するための取り組みとして、小浜・若狭・高島の3市町による「鯖街道交流促進会議」が2005年（平成17年）度に発足したが、2012年（平成24年）度には「鯖街道まちづくり連携協議会」として組織形態を発展させ、観光や名産品の売り込みなどが広域的に取り組んだ。日本遺産の認定においてはこの協議会の活動が評価対象となった。鯖街道の起点とされている小浜市いずみ商店街アーケードの路面には、「さば街道起点」のプレートが埋め込まれている。2020年（令和2年）には、このプレート前に「小浜市鯖街道ミュージアム」が開業している。一方、終点の出町柳付近にある出町商店街では京都府の補助事業（地域商業チャレンジ支援事業）「鯖街道情報発信事業」における地域活性化のモチーフとして鯖街道が用いられたほか、この事業などにおいて街道沿線との交流の試みもなされている。
また、小浜市から京都市（左京区出町柳）までを往時のルートで走り通す「鯖街道ウルトラマラソン大会」が毎年開催されているが、ルートの大半が未舗装路であることや高低差が大きいことから、別名「ウルトラ山岳マラソン鯖街道マラニック（マラソン+ピクニック）」とも呼ばれる。マラソンについての詳細は大会公式サイト参照。
熊川宿は2007年（平成19年）12月、近畿では8番目の日本風景街道「若狭熊川・鯖街道」として登録された。

## 鯖街道の経路

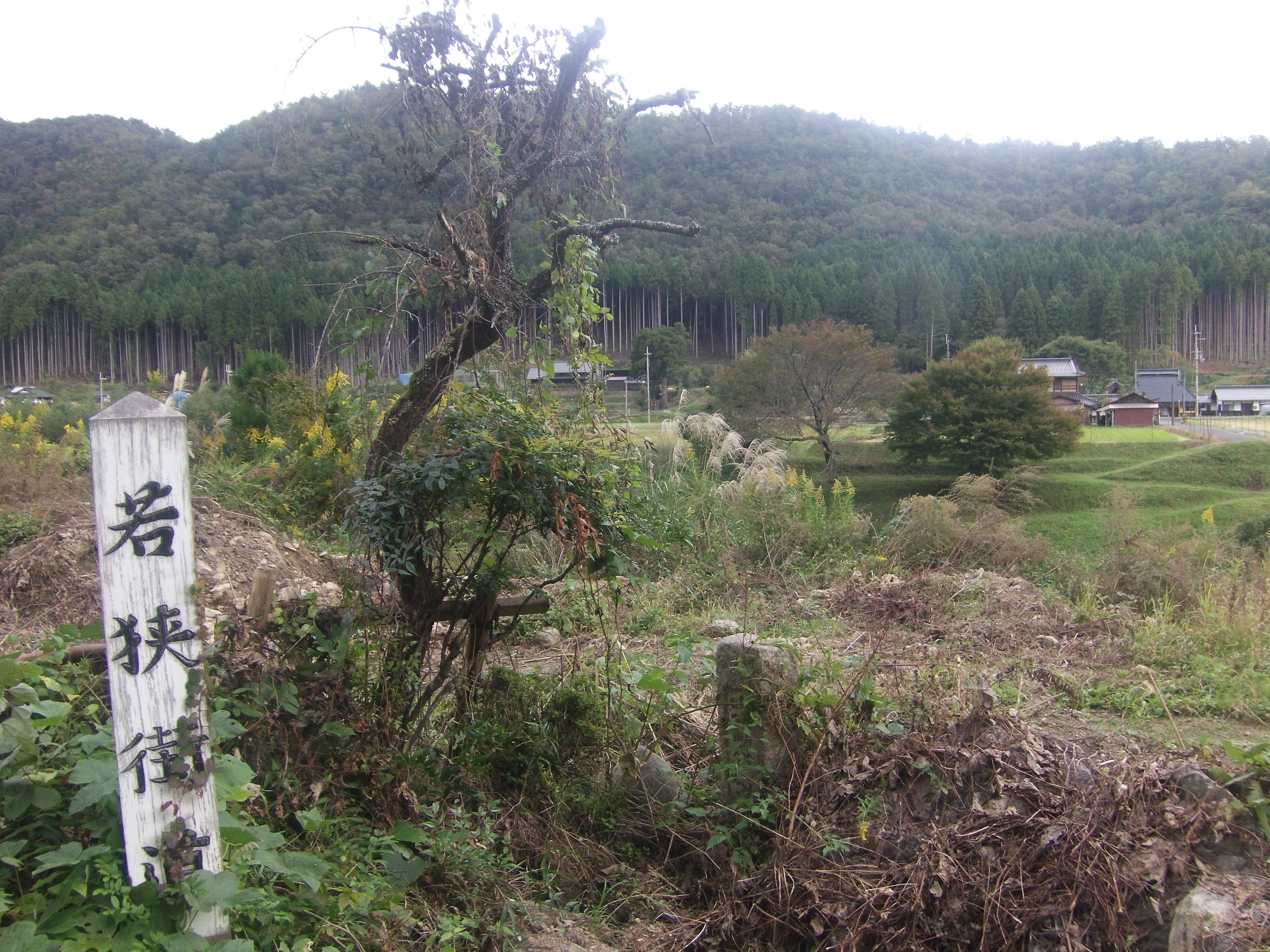
若狭街道道標（南丹市）

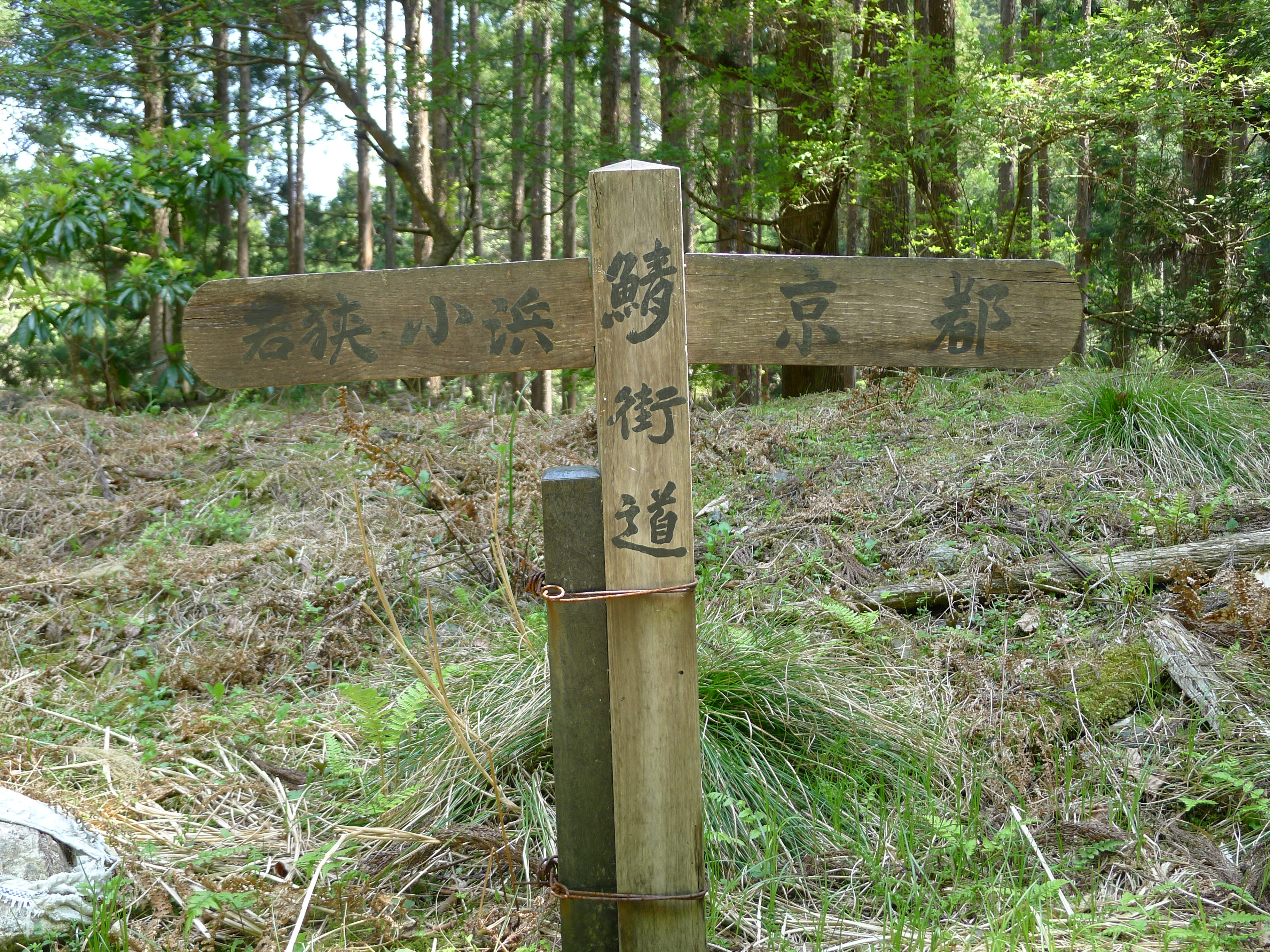
鞍馬街道 久多山中の道標

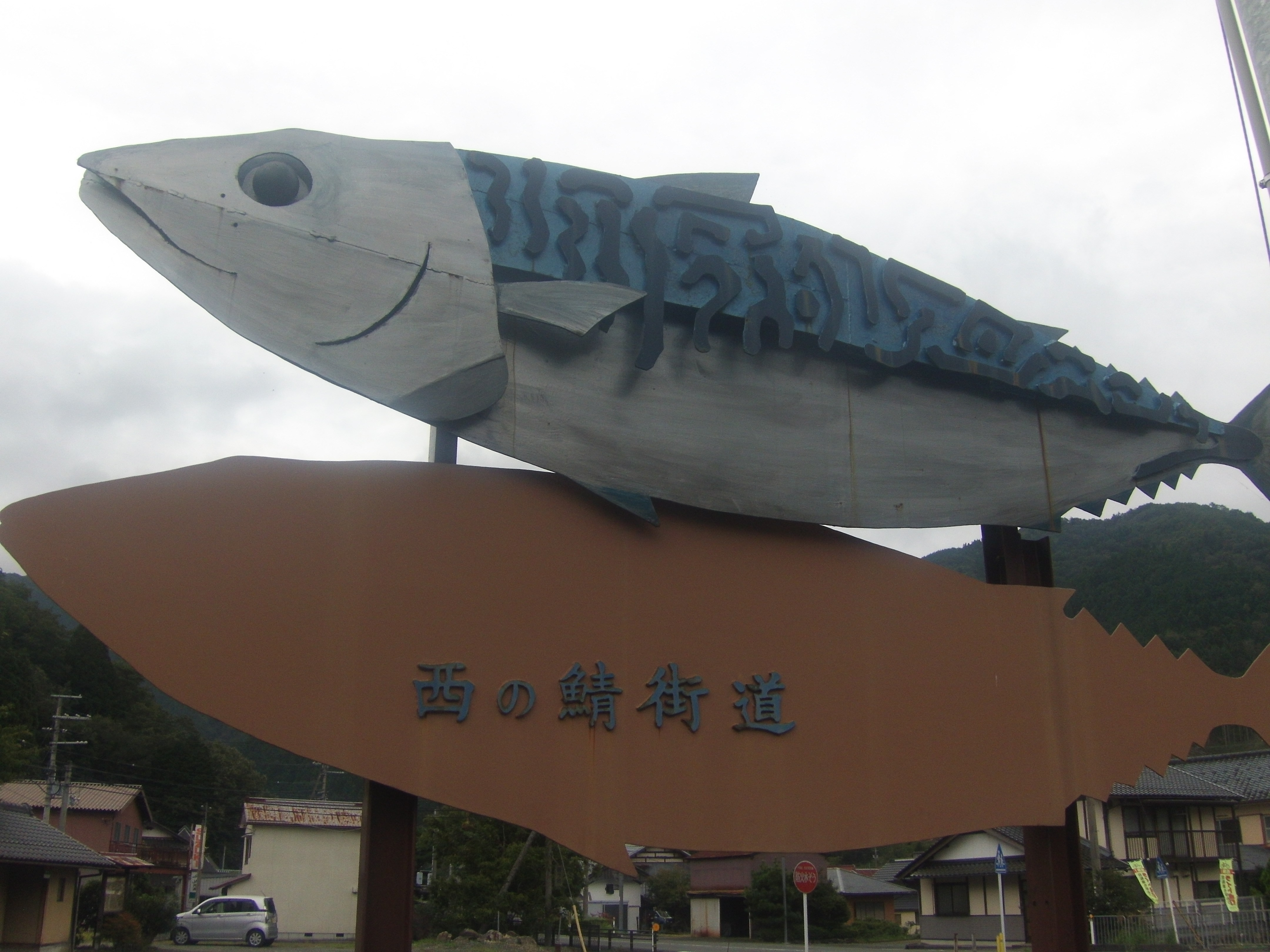
西の鯖街道の看板
（南丹市美山町鶴ケ岡）

### 街道の諸ルート
小浜と京都を結ぶ経路は複数あり、それらはすべて鯖街道と呼んでいた。最もよく利用されたのが小浜から熊川宿・朽木を経て、京都市上京区の出町（古くは寺町今出川(大原口)、後に河原町今出川付近一帯を指す地名である。鯖街道沿いの村々(大原、八瀬、修学院等)から京の都に出る町という意味で名づけられた。なお「出町柳」は鴨川左岸の出町柳駅付近を指す。)に至る若狭街道で、一般に言われる鯖街道はこの経路のことを指している。ここでは、主な街道やルートを東側から順に挙げる。なお、小浜を起点とすることから、「小浜街道」と総括・混同されることもある。
琵琶湖経由のルート
小浜から琵琶湖北西岸の今津（現在の滋賀県高島市今津町）へ抜け、琵琶湖上の水運を経由して大津まで行き、京都へ至るルート。古代は勝野（現在の滋賀県高島市勝野）や木津（現在の滋賀県高島市新旭町）などが、鎌倉時代以降は今津を主な水陸中継地とした。のち、豊臣秀吉が若狭往還の荷物をすべて今津経由とするなどの庇護を受けたほか、若狭街道が朽木方面へ折れる道をさらに直進し今津へ至る道（九里半街道）が整備され、伏見城築城のための資材輸送にも利用された。なお、湖上から京都への陸揚げは山中越を介して最短となる坂本が利用されたが、のちに秀吉が伏見や大坂への利便性が高い大津を保護し、坂本などから移した船を合わせて大津百艘船を組織した。
西近江路
今津から琵琶湖の西岸を陸路で辿るルート。おおむね現在の国道161号に該当する）。
若狭街道（花折峠・大原ルート）
現在の国道27号（丹後街道）→国道303号→国道367号に相当。荷車の通れるのは保坂（現在の滋賀県高島市今津町保坂）までで、そこから先は荷を車から下ろし、荷車は村に預け、天秤棒にふりわけた荷を担いで南に向かい、比良山地の西側の谷沿いに進み朽木・途中峠を越え京都府に入ると、大原より現在の京都府道108号草生上野線から京都府道40号下鴨静原大原線へと進み、市原で鞍馬街道（京都府道38号京都広河原美山線）に合流する。舟運では大原から高野川経由となる。小浜 - 京都間の陸送最速ルートで、一般的にはこのルートが鯖街道と呼ばれている。
鞍馬街道（東の鯖街道）
小浜から遠敷川沿い（現在の福井県道35号久坂中ノ畑小浜線）を上り、根来坂峠（ねごりさかとうげ、根来坂とも呼ばれる）を越え小入谷（現在の滋賀県高島市朽木小入谷）から針畑川沿い（現在の滋賀県道781号）を経て、経ヶ岳を越えて京都府へ入り、京都府道110号久多広河原線沿いの久多で山道へ分け入り、峰床山～尾越～大見～花脊峠へ。京都府道38号京都広河原美山線で鞍馬を抜け洛中に至る。久多から大悲山を経て京北に入り桂川を渡り、芹生峠を越えて京都府道361号上黒田貴船線で貴船・鞍馬に至る脇道もある。
小浜 - 京都間の最短ルートであるが、このルートは「針畑越え」と呼ばれ、丹波高地を縦断するために道は険しい。昭和初期以降は利用が廃れたため根来坂峠が廃道となっていたが、近年になって観光や地域文化振興などの観点から古道と数度交差しつつ、古来の根来坂峠とは少し離れた新たな峠であるおにゅう峠を通る林道が開かれており、ほぼ全面舗装されている。福井側では鞍馬街道ではなく、「小浜道」と呼ぶこともある。
雲ケ畑街道
小浜を発ちおおい町内の国道162号で名田庄村から五波峠か権蔵坂を越え京都府に入り、現在の南丹市芦生から佐々里峠 - 廃村八丁 - 京北を経て、北山（雲ケ畑）に至る。現在の京都府道370号佐々里井戸線と京都府道61号京都京北線に相当。鞍馬街道同様に山越えが多く、道は険しい。
小浜街道
名田庄から八ヶ峰の知井坂を越え、現在の京都府道369号八原田上弓削線を経て深見峠で一旦国道162号に合流、狭間峠から京都府道366号塔下弓削線を抜け、山国神社付近で桂川を渡り、天童山 - 岩屋山を越え現在の京都府道107号雲ヶ畑下杉坂線・鷹峯街道より洛中へ至る。福井県側では南川、京都府側では由良川が開削した沢路を通り、丹波高地の縁辺部を迂回するため、やや遠回りだが鯖街道成立前から利用されてきた古道。
高浜街道・周山街道（西の鯖街道）
小浜でなく高浜町を起点とし、福井県道16号坂本高浜線から頭巾山を越え、京都側では周山街道と呼ばれる国道162号を通る（一部区間は小浜街道と共通）。最も西側のルートであることから「西の鯖街道」と呼ばれる。
※ 小浜街道・雲ケ畑街道・周山街道の京都府側は、2016年（平成28年）に制定された京都丹波高原国定公園における自然と人間の共生を示す文化的要素として顕彰されている。

### 峠
- 寒風峠
- 水坂峠
- 檜峠
- 花折峠
- 途中越

### 沿線の名所・旧跡
- 鯖街道ミュージアム[11]
- まちの駅旭座[3]
- 瓜割の滝（名水百選）
- 天徳寺
- 三宅区火の見やぐら
- 熊川宿（重要伝統的建造物群保存地区）[2][3]
  - 道の駅若狭熊川宿[3]
- 朽木宿（朽木陣屋跡）
  - 朽木郷土資料館
  - 道の駅くつき新本陣[3]
- 葛川明王院
- 三千院

## 鯖街道の呼称
朽木谷を通過する若狭街道は、古代から若狭と京を結ぶ最短経路として用いられていたと考えられるが、若狭湾でサバの漁獲が盛んになったのは江戸時代中頃（18世紀中期）に沖釣り漁法が導入されてからである。
「鯖街道」という呼称は近世に始まるとされることもあるが、古い記録でその使用は確認できない。『朽木村史』（2010年）の執筆者は「鯖街道」という語について「同〔昭和〕54年〔＝1979年〕に書かれた某小説家の文章に登場するのを初出とするといわれている」とし、「観光宣伝を目的として使用する場合にまで批判するつもりはないが、歴史認識の観点からは決して望ましい用語ではない」としている。福井県若狭町の資料でも、「鯖街道」は1970年代に作家によって書き始められたという認識を示している。1970年代に出版された朽木村に関する民俗学的著作（『朽木村志』（1974年）や『朽木の昔話と伝説』（1977年））に、「鯖の路」や「鯖の道」という用語が用いられていることは確認される。
1990年代以降、ノルウェーがサバなどの販路を日本に拡大した。これを指して、ノルウェーから日本への空路を「現代の鯖街道」と例える者もいる。
福井県では1974年（昭和49年）には12697トンの水揚げがあったが、2012年（平成24年）には170トンまでに減少している。このため、小浜市などはサバの消費量の拡大を目的とした鯖復活プロジェクトを進めている。